# Lavoira dos Cães
Lavoira dos Cães ou Lavoura dos Cães é uma festa popular que ocorre na freguesia do Rego, concelho de Celorico de Basto. Esta festa pagã, é realizada no mesmo dia do padroeiro da freguesia (São Bartolomeu), a 24 de Agosto.

## Imagens

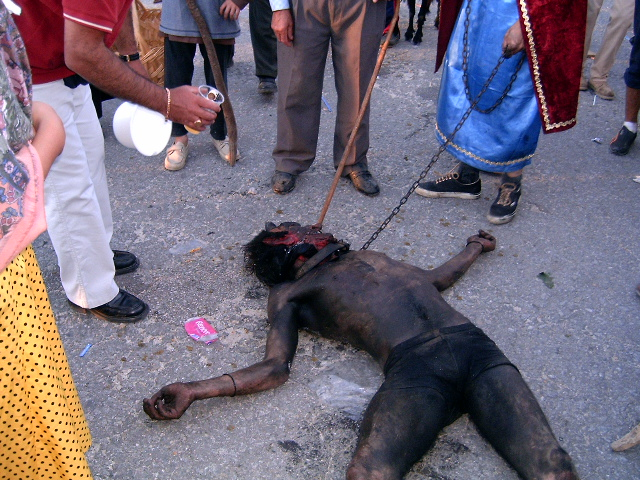
Imagem de S. Bartolomeu a segurar no Diabo